# Alfonso de Portago
Alfonso Antonio Vicente Eduardo Angel Blas Francisco de Borja Cabeza de Vaca y Leighton, mer känd som Alfonso de Portago, född 11 oktober 1928 i London, död 12 maj 1957 i Guidizzolo i Italien, var en spansk racerförare  och olympisk bobåkare.

## Racingkarriär
Alfonso de Portago tävlade i formel 1 för Ferrari säsongerna 1956 och 1957. Hans bästa resultat var en andraplats ihop med Peter Collins i Storbritannien 1956. Alfonso de Portago omkom i Mille Miglia 1957.